# 師崎町
師崎町（もろざきちょう）は、かつて愛知県知多郡にあった町。

## 地理
知多半島最南端の町であった。師崎地区、大井地区、片名地区の3地区に分かれる。南知多町となってからの1975年（昭和50年）時点の耕地面積は、水田が60ヘクタール、畑地が33ヘクタールだった。同時期の産業の中心は漁業であり、16億4000万円の水揚高があった。

## 歴史
地区内からは貝塚や古墳も発見されている。かつては幡頭崎（はずさき）という地名だったが、江戸時代初期から師崎と呼ばれるようになった。江戸時代のこの地域は尾張藩領であり、帆船による交通の中心地だった。師崎には船奉行（千賀氏）や遠見番所が設置され、尾張国・三河国・伊勢国・志摩国の4国の通船を管轄した。1853年（嘉永6年）にマシュー・ペリーが来航した際には、成瀬隼人正が尾張藩の藩命で師崎と内海に砲台（台場）を築いた。
- 1876年（明治9年） - 師崎村、篠島村、日間賀島村が合併し、鴻崎村となる。
- 1881年（明治14年） - 鴻崎村が師崎村、篠島村、日間賀島村に分立する。
- 1889年（明治22年）10月1日 - 町村制施行に伴い、師崎村が発足。
- 1894年（明治27年）9月8日 - 師崎村が町制施行し、師崎町となる。
- 1906年（明治39年）7月1日 - 師崎町と大井村が合併し、師崎町となる。
- 1961年（昭和36年）6月1日 - 内海町、豊浜町・師崎町・篠島村・日間賀島村が合併し、南知多町となる。

## 教育
- 師崎町立師崎中学校（現・南知多町立師崎中学校）
大井地区にある。
- 師崎町立師崎小学校（南知多町立師崎小学校）
師崎地区にあった。2022年（令和4年）に大井小学校と統合され、跡地が南知多町立みさき小学校となった。
- 師崎町立大井小学校（南知多町立大井小学校）
大井地区にあった。1873年（明治6年）に大井学校として創設された。1892年（明治25年）には大井村立大井尋常小学校となり、1910年（明治43年）には知多郡師崎町の師崎第一尋常高等小学校となった。1961年（昭和36年）に自治体合併で南知多町立大井小学校となった。2022年（令和4年）に師崎小学校と統合された。

## 交通

### 海上交通
- 師崎港
篠島や日間賀島に向けて定期船が運航されている。かつては渥美半島の伊良湖港や三重県の鳥羽港に向けて定期船が運航されていた。

### 陸上交通
近世には師崎街道の終着点になっており、起点となる知立から、刈谷、緒川、半田、武豊を通って師崎に至っていた。1879年（明治12年）には師崎街道が愛知県道に指定されている。1886年（明治19年）には国営の鉄道路線である武豊線が開通し、終着駅の武豊駅と師崎を結ぶために、定期乗合馬車の運行が開始された。
自動車専用道路の南知多道路は、1970年（昭和45年）に半田市と南知多町豊丘を結んで開通した。師崎港まで延長する計画もあったが、この計画は実現していない。
- 国道247号
知多半島の伊勢湾岸をほぼ一周している。
- 愛知県道7号半田南知多公園線
- 愛知県道281号大井豊浜線

## 娯楽
- 師崎映画劇場
昭和30年代の映画黄金期、師崎町には映画館の師崎映画劇場があった。1960年（昭和35年）の師崎町周辺には師崎映画劇場のほかに、豊浜町に豊浜座が、内海町に京映会館が、篠島村にあかつき映画劇場と大利根館があった[注 1]。

## 神社・寺院
- 羽豆神社 - 式内社。旧郷社。社叢は羽豆神社の社叢として国の天然記念物に指定されている。アイドル集団のSKE48には「羽豆岬」という楽曲があり、イメージビデオは当地で撮影された。旧正月には大漁を祈願して、師崎左義長という火祭りが行われる。
- 医王寺 - 大井。知多四国八十八箇所の第30番札所。
- 利生院 - 大井。知多四国八十八箇所の第31番札所。
- 宝乗院 - 大井。知多四国八十八箇所の第32番札所。
- 北室院 - 大井。知多四国八十八箇所の第33番札所。
- 性慶院 - 大井。知多四国八十八箇所の第34番札所。
- 成願寺 - 名碑田。知多四国八十八箇所の第35番札所。
- 遍照寺 - 師崎。知多四国八十八箇所の第36番札所。